# Вилхелм III Шенк фон Лимпург
Вилхелм III (I) Шенк фон Лимпург (на немски: Wilhelm III (I) Schenk von Limpurg; * 12 април 1498; † 9 март 1552, Гайлдорф) е наследствен имперски шенк на Лимпург, господар на Гайлдорф, дворец Шмиделфелд (в Зулцбах-Лауфен) в Баден-Вюртемберг.

## Произход и наследство
Той е син на Кристоф I Шенк фон Лимпург († 1515) и съругата му графиня Агнес фон Верденберг-Зарганс († 1541), дъщеря на граф Георг III фон Верденберг-Зарганс († 1500) и маркграфиня Катарина фон Баден († 1484). Брат е на Еразмус II Шенк фон Лимпург-Гайлдорф, епископ на Страсбург (1541 – 1568).
През 1441 г. шенковете разделят графството си. Шмиделфелд отива на линията Гайлдорф. Тази линия отново се разделя през 1557 г.
Вилхелм III Шенк фон Лимпург умира на 9 март 1552 г. в Гайлдорф на 53 години и е погребан там.

## Фамилия
Вилхелм III Шенк фон Лимпург се жени на 28 август 1530 г. в Аугсбург за Анна дела Скала/фон дер Лайтер († 1560), дъщеря на Джовани дела Скала, господар на Берн († 1541) и Маргарета фон Лайминг. Те имат 11 деца:
- Кристоф III Шенк фон Лимпург (* 12 юли 1531; † 3 септември 1574, Оберсзонтхайм), женен I. на 22 юни 1554 г. за графиня Мария фон Вид (* ок. 1505; † 15 март 1563), II. на 1 септември 1565/26 ноември 1565 г. за Ева фон Лимпург-Шпекфелд (* 1544; † 25 март 1587)
- Ванделбар фон Лимпург-Гайлдорф (* 1532; † 13 януари 1583)
- Хайнрих I Шенк фон Лимпург-Шмиделфелд (* 1534; † 31 януари 1585, Шмиделфелд), женен на 31 март 1563 г. за графиня Марта фон Кастел (* 2 май 1544; † 28 август 1607), дъщеря на граф Конрад фон Кастел († 1577) и маркграфиня Елизабет фон Баден-Дурлах († 1568)
- Албрехт VI фон Лимпург-Гайлдорф (* 3 септември 1535; † 20 декември 1576, Вюрцбург)
- Лудовика фон Лимпург-Гайлдорф (* 1536 – ?)
- Хелена фон Лимпург-Гайлдорф (1538 – 1574)
- Маргарета фон Лимпург-Гайлдорф (* 29 юни 1539; † 2 януари 1584), омъжена I. за фрайхер Фридрих фон Лентерсхайм († 1567), II. на 6 юни 1571 г. за Йоахим Кристоф фон Лентерсхайм († 27 декември 1580)
- Анна фон Лимпург-Гайлдорф (* 10 февруари 1541; † 25 октомври 1579), омъжена за граф Еберхард фон Тенген и Неленбург († 1573)
- Агнес фон Лимпург-Гайлдорф (* 21 ноември 1542; † 6 октомври 1606), омъжена на 27 април 1567 г. за Фридрих VI Шенк фон Лимпург (* 6 август 1536; † 29 януари 1596)
- Йохан IV Шенк фон Лимпург-Шмиделфелд (* 25 ноември 1543; † 14 март 1608), женен на 10 януари 1586 г. за графиня Елизабет фон Цимерн-Мьоскирх (* 22 август 1554; † 23 август 1606)
- Барбара фон Лимпург-Гайлдорф (* 1545; † 8 декември 1607, Кведлинбург)